# Новочеркасское духовное училище
Новочеркасское духовное училище — начальное учебное заведение (Духовное училище) Русской православной церкви, располагавшееся в Новочеркасске.

## История

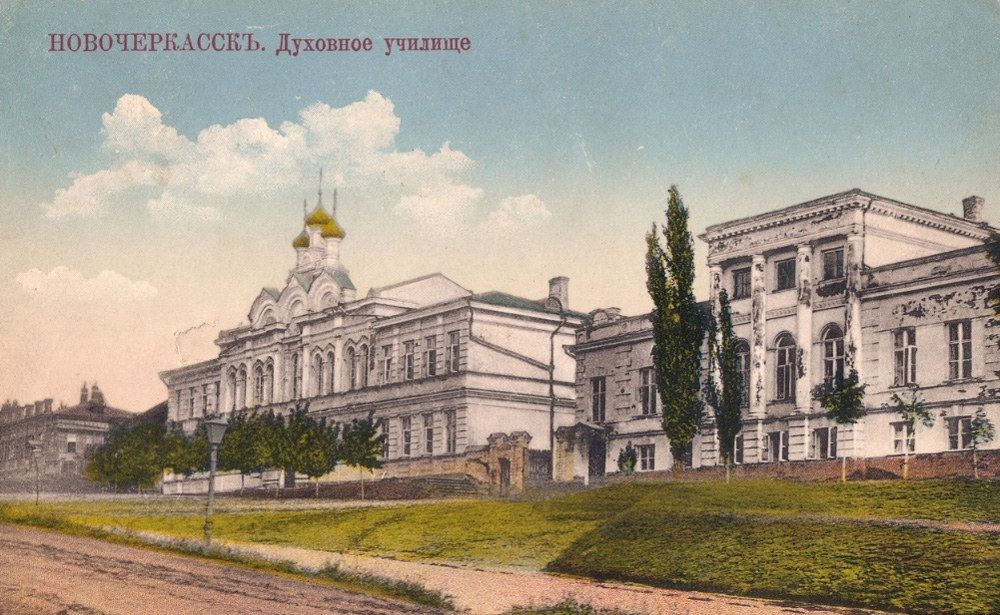
Духовное и уездное училища на дореволюционной открытке

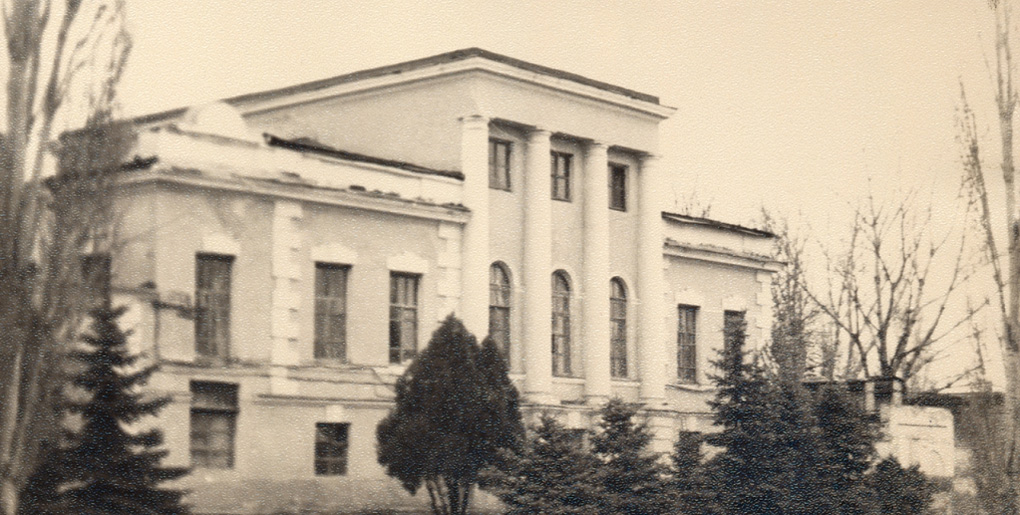
Уездное училище после революции

В середине XIX века на проспекте Ермака был построен двухэтажный особняк в русском стиле, принадлежащий генерал-майору Шумкову; здание являлось характерным образцам архитектуры Новочеркасска. В 1863 году оно было приобретено Епархиальным управлением и в нём было обустроено Духовное училище. 31 августа 1902 года полностью была окончена перестройка двухэтажного корпуса и на его втором этаже создана домовая церковь во имя Покрова Божией Матери. Освятил Покровскую церковь 22 сентября 1902 года архиепископ Донской и Новочеркасский Афанасий. В 1915 году архиепископ Митрофан (Симашкевич) утвердил устав Покровского братства при Новочеркасском духовном училище, целью которого было «оказывать материальное вспомоществование воспитанникам Новочеркасского духовного училища и содействовать их религиозно-нравственному воспитанию».
После Октябрьской революции училище закрыли, и оно лишилось церковных луковичных куполов. Здесь была организована колония для малолетних беспризорных детей. Помещение домовой церкви использовалось как актовый зал, конференц-зал и библиотека. Беспризорников обучали литейному делу и другим производственным профессиям, заложив таким образом основы будущего станкостроительного завода. Этот статус предприятие получило в 1941 году перед Великой Отечественной войной. После войны в нём располагалось заводоуправление Новочеркасского станкостроительного завода. В настоящее время здесь расположен офис банка «Центр-Инвест». Здание является архитектурным и культурным наследием города.
Расположенное рядом с ним здание — это уездное училище, построенное архитектором Войска Донского К. К. Пейкором в 1818 году, представляющее собой двухэтажный каменный дом с мезонином, украшенным портиком на полуколоннах. Уездное училище было переведено сюда из Черкасска (ныне — станица Старочеркасская). В нём учились преимущественно дети привилегированных слоев населения. В советское время здание являлось административным корпусом Новочеркасского станкостроительного завода.

## Выпускники училища
- Борис (Рукин) — епископ Можайский, викарий Московской епархии Русской православной церкви.
- Серафим (Силичев) — епископ Русской православной церкви, архиепископ Саратовский.
- Часовников, Леонтий Васильевич — брат Авраамия (Часовникова).
- Труфанов, Сергей Михайлович — иеромонах-расстрига.